# Mansaku Nomura
Mansaku Nomura (野村萬作 en kyūjitai, 野村万作 en shinjitai, Nomura Mansaku) va ser un polític japonés que va exercir com a primer governador democràtic de la prefectura de Nara des de 1947 a 1951, només per una legislatura. També va exercir com a governador no democràtic entre 1946 i 1947.
Nomura es presentà a les primeres eleccions democràtiques de 1947 com a candidat independent i, tot i vèncer el candidat del Partit Socialista del Japó i antic governador, en Masaichi Ono, aquest es retirà de les eleccions, obtenint el càrrec de governador el segon més votat: en Nomura. Durant el seu mandat, la seua política se centrà en la creació i consolidació de la policia prefectural i les escoles públiques prefecturals. A les eleccions de 1951 tot i presentar-se va ser derrotat pel candidat de la dreta, en Ryōzō Okuda, qui es mantindria al càrrec fins a l'any 1980.